# 劳埃德明斯特
劳埃德明斯特（英语：Lloydminster），加拿大城市，位于艾伯塔省与萨斯喀彻温省两省省界之上。虽然该市地跨两省，但在市政管理上作为一个城市。 总面积41.53平方公里，其中艾伯塔省部分24.19平方公里，萨斯喀彻温省部分13.34平方公里。总人口31,582（2021年），其中艾伯塔省部分19,739，萨斯喀彻温省部分11,843。